# George Southall
Montford George "Monty" Southall, född 17 juli 1907 i Wandsworth, död 2 maj 1993 i Waveney, var en brittisk tävlingscyklist.
Southall blev olympisk bronsmedaljör i lagförföljelse vid sommarspelen 1928 i Amsterdam.